# 푸른중학교
푸른중학교(푸른中學校)는 대한민국 경기도 화성시 능동에 위치한 공립 중학교이다.

## 학교 연혁
- 2008년 1월 8일 : 푸른중학교 설립인가
- 2008년 3월 1일 : 초대 정동길 교장 취임
- 2008년 3월 3일 : 개교 및 제1회 입학식(입학생 4학급 102명)
- 2008년 6월 5일 : 개교기념식
- 2009년 2월 16일 : 제1회 졸업식(졸업생 129명)
- 2023년 3월 1일 : 제6대 양가밀 교장 취임
- 2024년 1월 5일 : 제16회 졸업식(졸업생 10학급 340명, 총 5,084명)
- 2024년 3월 4일 : 제17회 입학식(입학생 10학급 332명)

## 참고 자료
- 푸른중학교 - 한국교육학술정보원 학교알리미